# Normanville (Sena Marítimo)
Normaville é uma comuna francesa na região administrativa da Normandia, no departamento de Sena Marítimo. Estende-se por uma área de 9,35 km². Em 2010 a comuna tinha 687 habitantes (densidade: 73,5 hab./km²).